# Джонсон Колвин, Рут
Рут Джонсон Колвин (англ. Ruth Johnson Colvin; 16 декабря 1916, Чикаго, Иллинойс — 18 августа 2024, Сиракьюс, Нью-Йорк) — американская активистка, основательница организации «ProLiteracy Worldwide». Награждена Президентской медалью свободы в 2006 году.

## Биография
Колвин родилась в Чикаго, штат Иллинойс, 16 декабря 1916 года. В семье она была старшей из пятерых детей. Колвин ходила в младший колледж Торнтона, Иллинойс, где проучилась два года. Она получила степень бакалавра наук в Сиракузском университете в 1959 году.
Колвин стало известно о проблеме неграмотности в её родном городе Сиракузы, когда были опубликованы отчеты переписи населения 1960 года, а в 1962 году она узнала, что в городе проживает более 11 000 человек с самым низким уровнем грамотности. Она разработала два учебных пособия для репетиторов, которые считаются авторитетными источниками для обучения волонтеров-репетиторов базовой грамотности взрослых или английскому как второму языку. Первые преподаватели, завершившие программу, были из женской группы церкви Колвин.
В 1962 году в Сиракузах была основана компания Literacy Volunteers, Inc. Организация была зарегистрирована в штате Нью-Йорк в 1967 году как некоммерческая. Это национальная образовательная некоммерческая организация с персоналом на местном, государственном и национальном уровнях и советом директоров-волонтером. Колвин была первым президентом организации и пожизненным членом совета директоров.
В 1974 году она создала программу обучения английскому как второму языку, а также новую серию книг для учащихся. В течение следующих нескольких лет она помогала основать Национальную коалицию за грамотность для повышения осведомленности общественности о неграмотности.
С 1991 по 2001 год Колвин помогала в управлении, обучении и развитии фондов в Свазиленде, в разработке единственной в стране программы ликвидации неграмотности.
В 2006 году Джордж У. Буш вручил ей Президентскую медаль свободы. Президент отметил, что «Рут Колвин — человек интеллекта, дальновидности и сердца. И она достойна благодарности многих и восхищения всех нас».
В декабре 2016 года Колвин исполнилось 100 лет. Скончалась 18 августа 2024 года в своём доме в Сиракьюсе, Нью-Йорк, на 108-м году жизни.